# ارتباطات هوانوردی

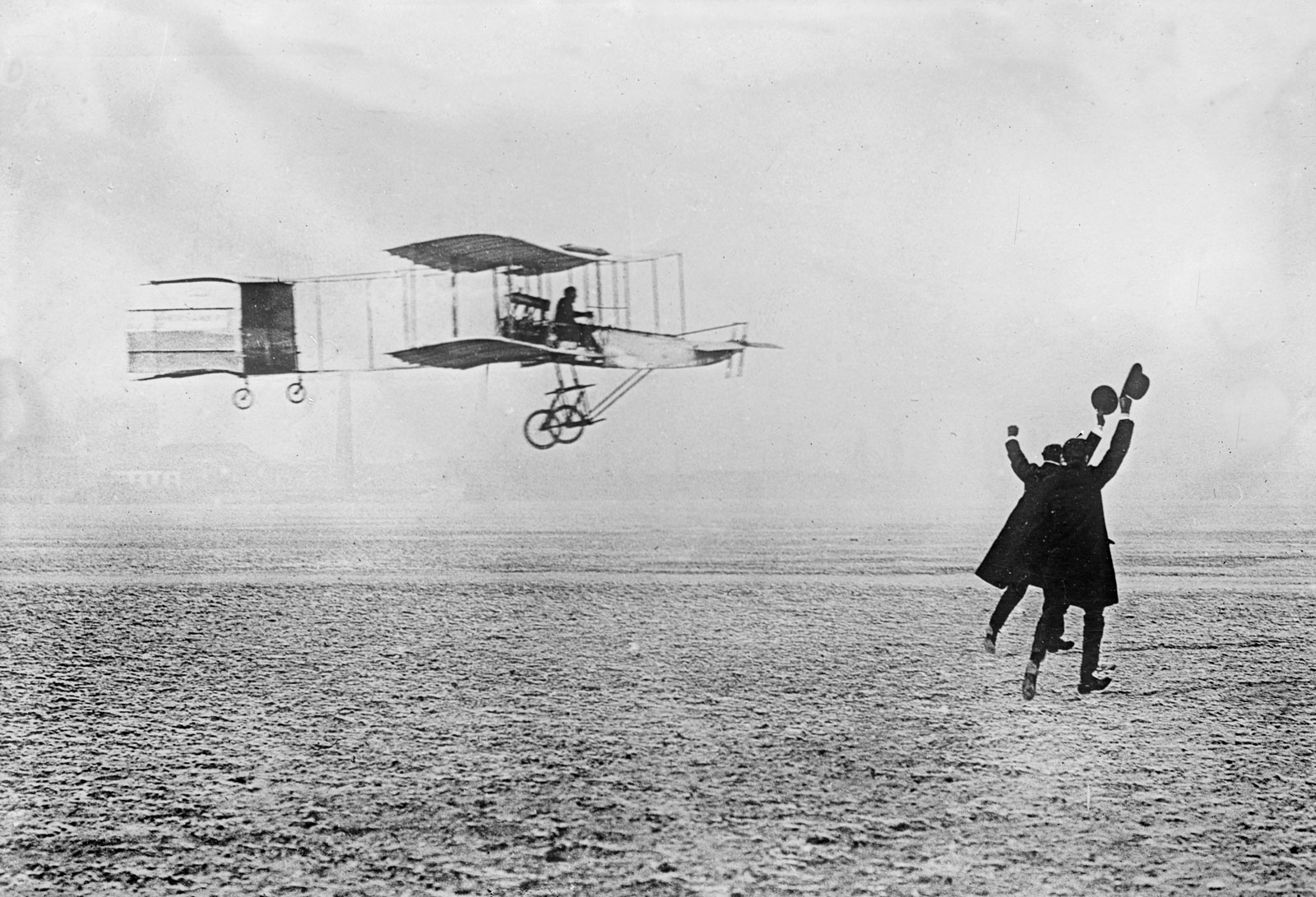
اولین ارتباط با هواپیما از طریق علائم بصری بود

ارتباطات هوانوردی (انگلیسی:Aviation communication)به گفتگوی دو یا چند هواپیما اشاره دارد. هواپیما به گونه ایی طراحی شده‌است که به سختی می‌تواند چیزهایی را که فراتر از دید مستقیم در مقابل آن‌ها قرار دارد ببیند. به عنوان ایمنی، تمرکز اصلی در حمل و نقل هوایی روش‌های ارتباطی مانند رادیو بی‌سیم یک راه مؤثر برای هواپیما است که در مواقع ضروری با پرسنل ارتباط برقرار نمایند. هوانوردی یک صنعت بین‌المللی است و در نتیجه شامل چندین زبان می‌شود. با این حال سازمان بین‌المللی هواپیمایی کشوری (ICAO) معتقد است که زبان انگلیسی زبان رسمی هواپیمایی است. این صنعت بر این باورند که بعضی از خلبانان ممکن است روان و سلیس انگلیسی صحبت نکنند. از این رو خلبانان ملزم به شرکت در آزمون مهارت انگلیسی می‌باشند.

## اطلاعات پیش زمینه
ارتباطات هوانوردی روشی است که از طریق آن کارکنان هواپیما، هواپیما با سایر هواپیماها و مردم روی زمین برای انتقال اطلاعات ارتباط برقرار می‌کنند. ارتباطات هوایی یک بخش مهم و حیاتی در ارتباط با عملکرد موفقیت‌آمیز از حرکت هواپیما در سطح زمین و هوا است. تصور می‌شد در مراحل اولیه حمل و نقل هوایی که آسمان‌ها بیش از حد بزرگ و خالی بودند غیرممکن بود که دو هواپیما برخورد کنند.
با این حال، در سال ۱۹۵۶ دو هواپیما خیلی خوب و مشهور بر روی گرند کانیون سقوط کرد که جرقه ایی برای ایجاد اداره هواپیمایی فدرال اداره هواپیمایی فدرال (FAA) شد. هوانوردی در طول عصر جت بسیار گسترش یافت در نتیجه لازم بود فناوری‌های ارتباطی هم گسترش و توسعه یابند. در ابتدا انجام این کار خیلی مشکل به نظر می‌رسید. کنترل‌های زمینی از ابزارهای بصری برای ارائه سیگنال به خلبان‌ها در هوا استفاده می‌کردند. با ظهور رادیوهای قابل حمل به اندازه کافی کوچک که در هواپیما جاگذاری شدند خلبانان قادر به برقراری ارتباط با مردم در زمین بودند. با پیشرفت‌های بعدی، خلبانان قادر به صحبت از هوا به زمین و هوا به هوا بودند. امروزه ارتباطات هوایی بسیار وابسته به استفاده از بسیاری از سیستم هاست. هواپیماها با جدیدترین سیستم‌های رادیویی و GPS و همچنین قابلیت‌های اینترنت و ویدئو تجهیز شده‌اند. انگلیسی زبان اصلی است که توسط صنعت حمل و نقل هوایی استفاده می‌شود.
استفاده از انگلیسی هواپیمایی توسط سازمان بین‌المللی هواپیمایی کشور (ICAO) تنظیم می‌شود.

## سیستم‌های اولیه
پرواز تا زمانی که برادران رایت به‌طور موفقیت‌آمیزی اولین پرواز انسانی را در سال ۱۹۰۳ با انجام رساندند. یک مفهوم خارجی در نظر گرفته می‌شد. صنعت هواپیمایی به سرعت در حال افزایش بود. در ابتدا کارکنان روی سطح زمین با راکت‌های رنگی، پیام رسانی با آتش، علائم دستی و دیگر وسایل بصری برای برقراری ارتباط با هواپیماهای ورودی و خروجی وابسته بودند. اگر چه این روش‌ها برای کارکنان روی سطح زمین کارآمد بود. اما هیچ راهی برای خلبانان برای برقراری ارتباط فراهم نبود. همان‌طور که فناوری‌های تلگراف بی‌سیم همراه با رشد هوانوردی در دهه اول قرن بیستم توسعه یافت، سیستم‌های تلگراف بی‌سیم برای ارسال پیام‌ها در کد مورس، ابتدا از زمین به هوا و بعد از هوا به زمین استفاده می‌شد. با این فن، هواپیماها قادر به تماس دقیق با توپخانه بودند و به عنوان ناظر پیشین در جنگ عمل می‌کردند.

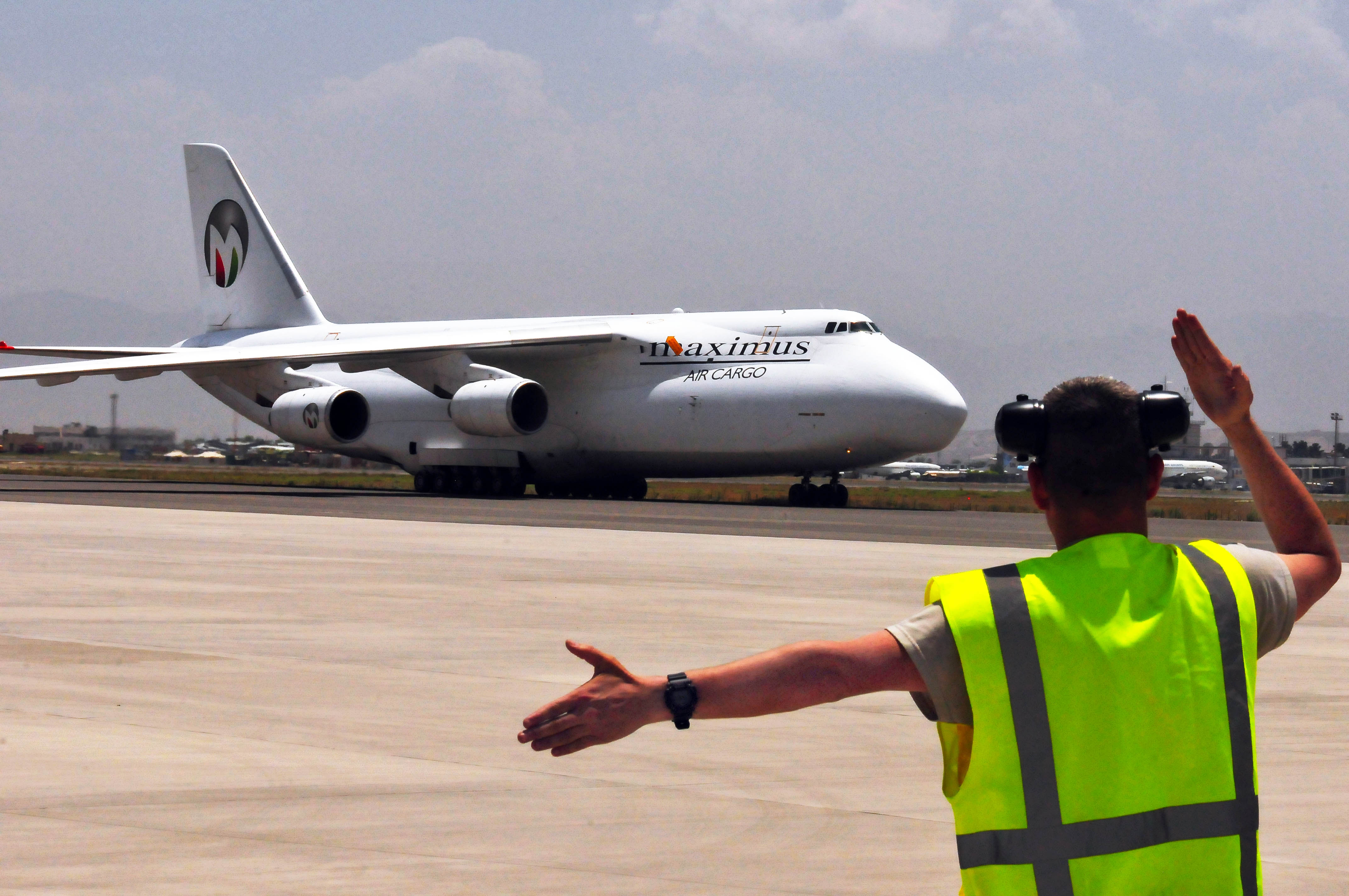
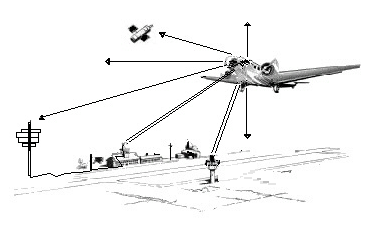

در سال ۱۹۱۱، تلگراف بی‌سیم در استفاده عملیاتی در جنگ ایتالیا و ترکیه قرار گرفت. در سال ۱۹۱۲، نیروی هوایی سلطنتی شروع به آزمایش با ” تلگراف بی‌سیم “ در هواپیما نمود. ستوان بی. تی جیمز پیشگام و پیشرو رادیو بی‌سیم در هواپیما بود. در بهار سال ۱۹۱۳، جیمز با آزمایش رادیو در B.E.2A شروع به کار کرد. جیمز در زمینه کارایی رادیو بی‌سیم پیشرفت‌هایی داشت قبل از اینکه او در ۱۳ ژانویه سال ۱۹۱۵ در اثر آتش توپخانه پدافند هوایی کشته شود.
با این وجود، سیستم‌های ارتباطی بی‌سیم در هواپیما به صورت یک آزمایش باقی ماند و سال‌ها طول کشید به صورت یک نمونه عملی توسعه یابد. رادیوهای اولیه وزن سنگین داشتند و به عنوان یک قطعه غیرقابل اطمینان در نظر گرفته شدند، علاوه بر این هنوز مشکل عمده ایی برای نیروهای زمینی در استفاده از رادیو وجود داشت. زیرا سیگنال‌ها به آسانی توسط نیروهای مخالف متوقف و مورد هدف قرار می‌گرفتند. در آغاز جنگ جهانی اول، هواپیما به‌طور معمول با تجهیزات بی‌سیم مجهز نبود. در عوض، سربازان از صفحات یا پانل‌های بزرگ استفاده می‌کردند تا نیروهای دوستانه را تشخیص دهند. این صفحات می‌توانستند همچنین به عنوان یک وسیله هدایت کننده برای کمک به خلبانان در بازگشت به فرودگاه‌های آشنا مورد استفاده قرار می‌گیرند.
در ماه آوریل ۱۹۱۵، کاپیتان جی. ام فیورنی وال اولین کسی بود که صدایی از زمین شنید از سرگرد پرنس شنید که گفت می‌توانید حالا بشنوید، آن اولین بار بود که از طریق صحبت کردن با هواپیما در هنگام پرواز ارتباط برقرار شده بود. در ژوئن سال ۱۹۱۵، اولین انتقال صدای هوایی با زمین در بروک لند انگلستان در حدود ۲۰ مایلی انجام شد. زمین به هوا در ابتدا توسط علامت مورس بود. اما بر این اعتقاد بودند که ارتباطات صوتی دو طرفه که در ژوئیه ۱۹۱۵ برقرار شد. در اوایل سال ۱۹۱۶ شرکت مارکونی انگلیس شروع به تولید فرستنده/گیرنده رادیویی هوا به زمین نمود که در جنگ با فرانسه مورد استفاده قرار گرفت.